# Малый Кодач
Малый Кодач — река в России, протекает по Троицко-Печорскому району Республики Коми. Устье реки находится в 1311 км от устья Печоры по левому берегу. Длина реки составляет 24 км, площадь водосборного бассейна — 138 км². В 13 км от устья по левому берегу принимает реку Седвож.
Исток реки в урочище Растворово в 37 км к северу от города Троицко-Печорск. В верхнем и среднем течении течёт на северо-восток, в нижнем поворачивает на восток. Русло сильно извилистое, особенно в низовьях. Всё течение проходит по ненаселённому заболоченному таёжному лесу. Приток — Седвож (левый). Ширина реки в среднем течении около 10 м. Впадает в Печору чуть ниже деревни Скаляп.

## Данные водного реестра
По данным государственного водного реестра России относится к Двинско-Печорскому бассейновому округу, водохозяйственный участок реки — Печора от истока до водомерного поста у посёлка Шердино, речной подбассейн реки — Бассейны притоков Печоры до впадения Усы. Речной бассейн реки — Печора.
Код объекта в государственном водном реестре — 03050100112103000060313.